# Hermann Krone
Pour les articles homonymes, voir Krone.
Hermann Krone, né le 14 septembre 1827 à Breslau et mort le 17 septembre 1916 à Laubegast près de Dresde, est un professeur d'arts plastiques allemand, pionnier de la photographie. Il est le fondateur du Musée pédagogique et historique de la photographie de Dresde (Historische Lehrmuseum für Photographie), et l'un des premiers professeurs de photographie dans une université.

## Biographie

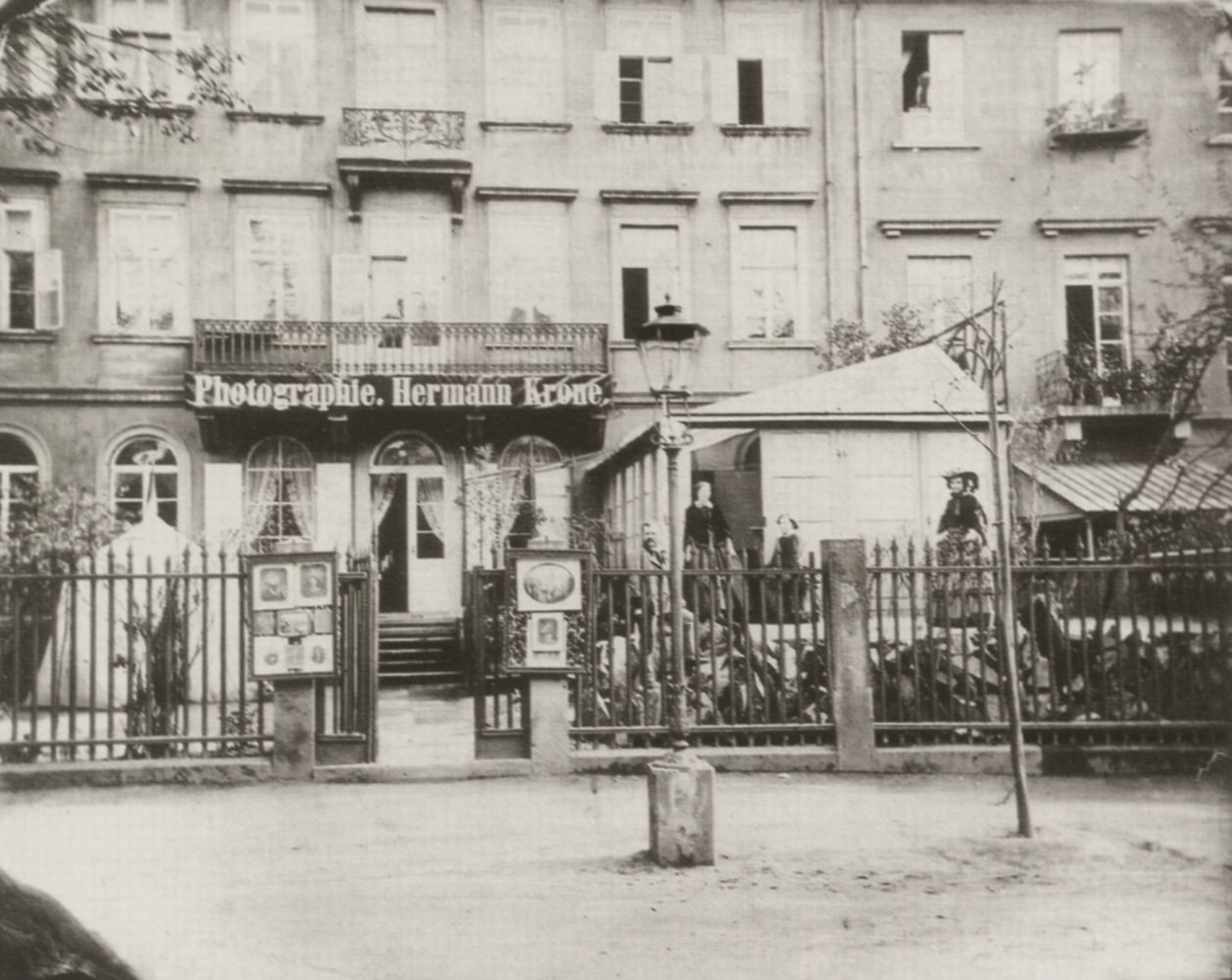
L’atelier de Hermann Krone à Dresde, 1864.

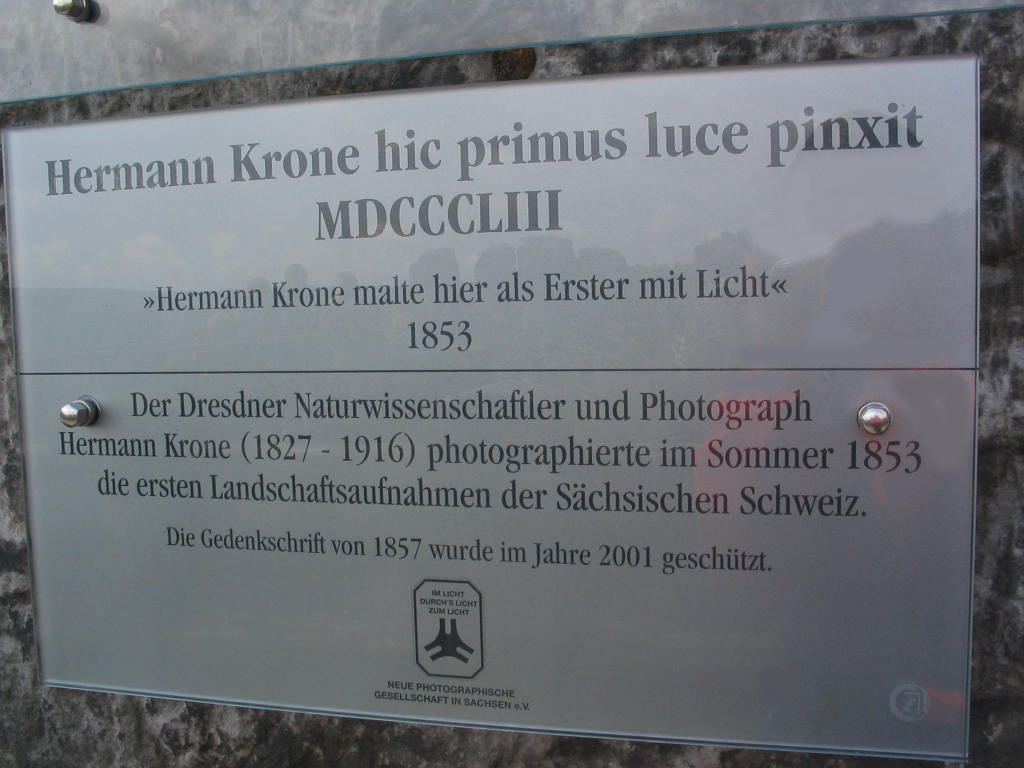
Plaque commémorative sur le rocher de Bastei.

Hermann Krone étudie en 1849 à l'Académie des beaux-arts de Dresde où il a pour professeur Adrian Ludwig Richter. 
Il épouse en 1854 Clementine Blochmann ; lors d'un voyage en 1853 avec sa fiancée et la famille de celle-ci dans le Massif gréseux de l'Elbe (Elbsandsteingebirge), en Suisse tchèque et dans les parties silésiennes et bohémiennes des Monts des Géants, Krone prend une série de photographies qui marque les débuts de la photographie de paysage en Saxe. Sa photographie de l'auberge de l'arche de Prebisch (Pravčická brána) est considérée comme la première photographie touristique de la République tchèque.
Le couple a quatre enfants, dont le naturaliste et zoologiste Sigismund Ernst Richard Krone (en) (1861-1891). 
De 1870 à 1907 il donne des conférences et dirige des travaux pratiques de photographie à l’Institut de technologie, qui deviendra après 1871 l’université technique de Dresde. Hermann Krone a eu recours aussi bien aux techniques primitives du daguerréotype, de la calotypie et de la photographie interférentielle qu’aux préparations argentiques ultérieures.
Krone reçoit commande du roi de Saxe Johann von Sachsen d'une série de photographies de vues des paysages des campagnes et des villes du royaume ; il publie en 1872 Koenigs-album der Statdte Saxens.
En 1874-1875, il participe en tant que photographe, avec son fils Johannes, à l'expédition allemande organisée dans l'océan Austral pour observer le transit de Vénus de 1874 ; l'expédition dirigée par l'astronome Hugo von Seeliger s'installe sur l'île Auckland où elle reste environ 5 mois. Outre ses photographies, Krone y collecte et observe la flore et la faune. Il publie un compte-rendu dans le journal Illustrierte Zeitung : « Die deutsche Venusexpedition auf den Aucklandsinsekn », ainsi qu'en 1901 un ouvrage sur ce voyage : Vater und Sohn auf Weltreise. 1874, 1875 zur Beobachtung des Venus-Durchgangs.
La collection considérable de tirages que Krone utilisait pour ses cours, et qui illustre un même sujet photographié avec différentes techniques, est d’une grande valeur historique. Il fait don de cette collection à l'Institut de la photographie (aujourd'hui Institut für Angewandte Photophysik) de l’université technique de Dresde en 1907.
Hermann Krone meurt en 1916 à Laubegast près de Dresde. Sa tombe, qui se trouvait dans le cimetière de la Sainte-Trinité (Trinitatisfriedhof) n’a pas été conservée.

## Publications
- (de) Vater und Sohn auf Weltreise. 1874, 1875 zur Beobachtung des Venus-Durchgangs. Die Robinsonade auf den Auckland-Inseln. Australien, Halle an der Saale, Hendel, 1901.
- (de) Photographische Urmethoden, Dresde, 1907

réimpression : Leipzig, Fotokinoverlag, 1985, 134 p.
- Die Darstellung der natürlichen Farben durch Photographie auf directem und indirectem Wege : oder Photographie und Lichtdruck in natürlichen Farben : Nach eigenen Erfahrungen in historischer Folge bearbeitet, Weimar 1894
- Die für alle Zeit von praktischem Wert bleibenden photographischen Urmethoden. réimpr. Fotokinoverlag, Leipzig 1985
- Photographische Urmethoden. 1907, réimpr. Fotokinoverlag, Leipzig 1985
- Erste photographische Landschaftstour Sächsische Schweiz. réimpr. Fotokinoverlag, Leipzig 1997
- Hermann Krone. Historisches Lehrmuseum für Photographie. Experiment, Kunst, Massenmedium. Verlag der Kunst, Dresde 1998,  (ISBN 90-5705-086-2)

## Expositions
- 14 juin - 23 août : Im Licht durchs Licht zum Licht : Hermann Krone, Photograph, 1827-1916, Albertinum, Dresde[6].

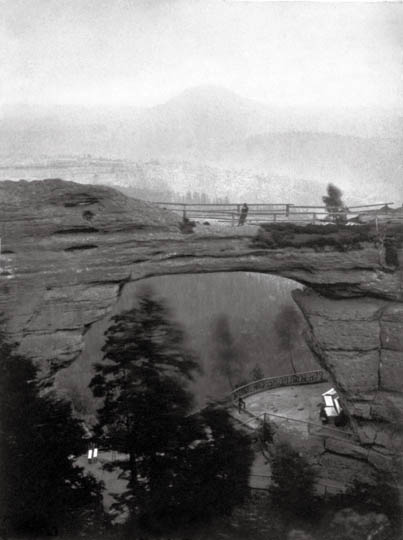
L’Arche de Prebisch (Pravčická brána) en Suisse tchèque, 26 septembre 1853.
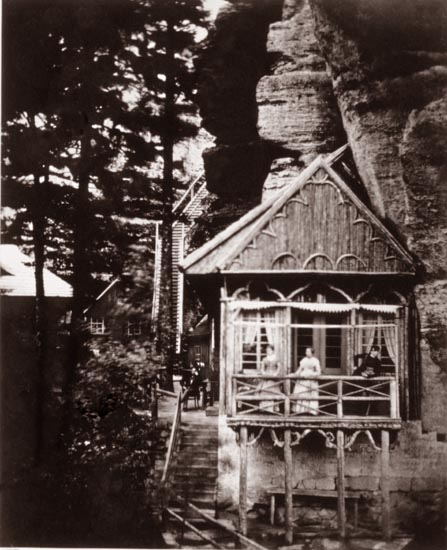
Clémentine, fiancée de Hermann Krone, avec son frère et sa mère, photographie prise en 1853 dans une auberge sous l'Arche de Prebisch (Pravčická brána).
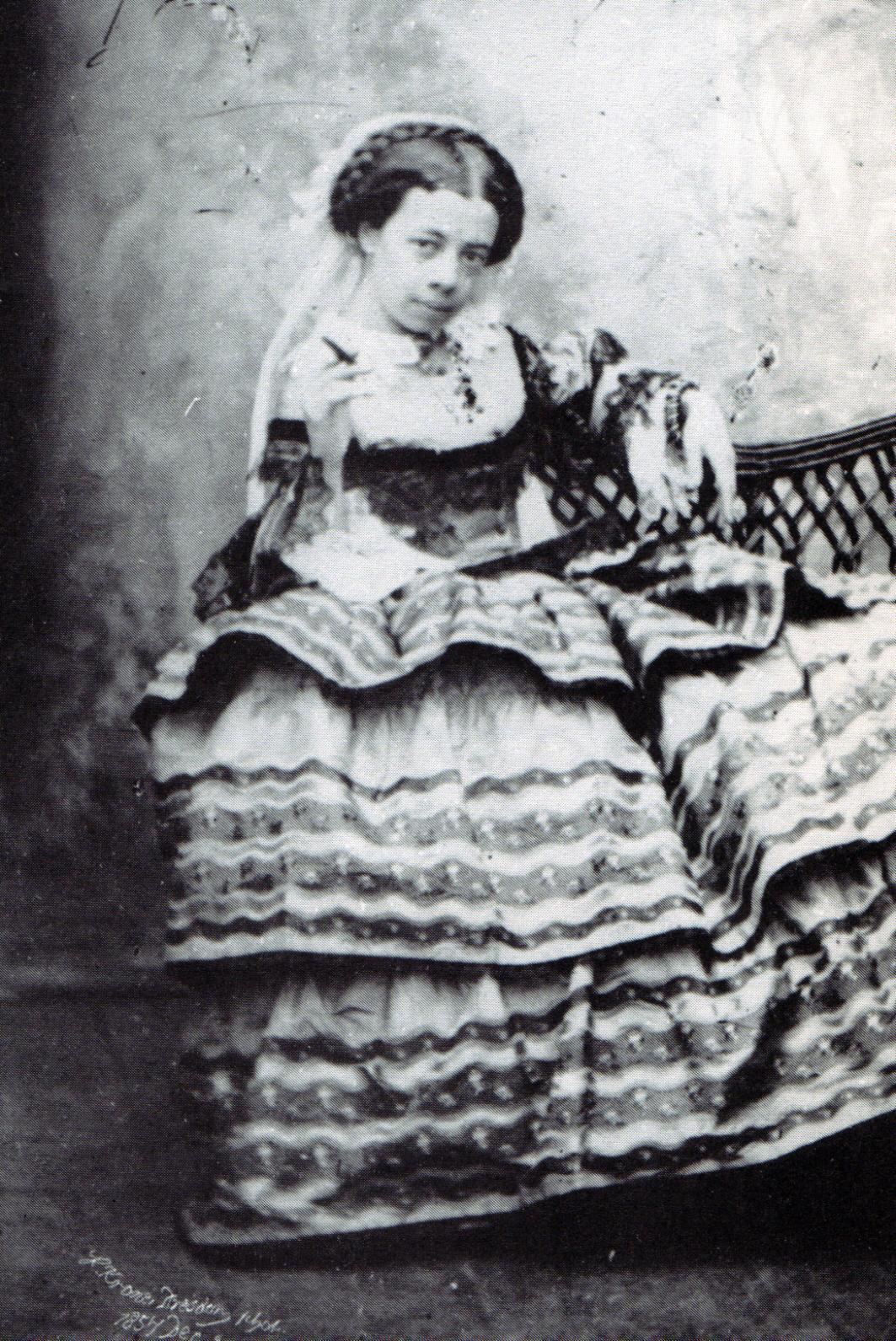
La princesse Pauline von Metternich, daguerréotype, 31 décembre 1854.
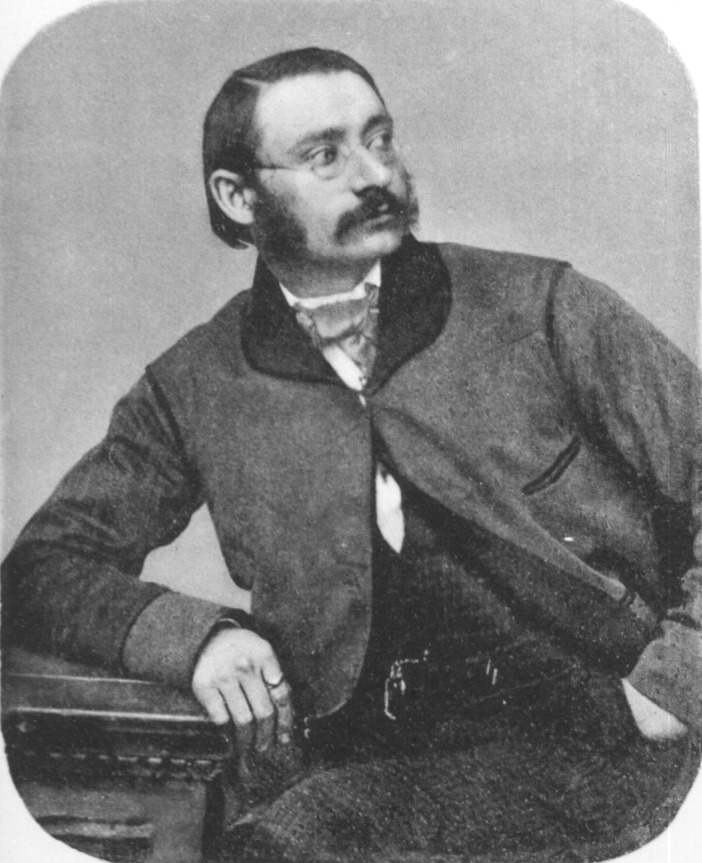
Autoportrait, vers 1854.
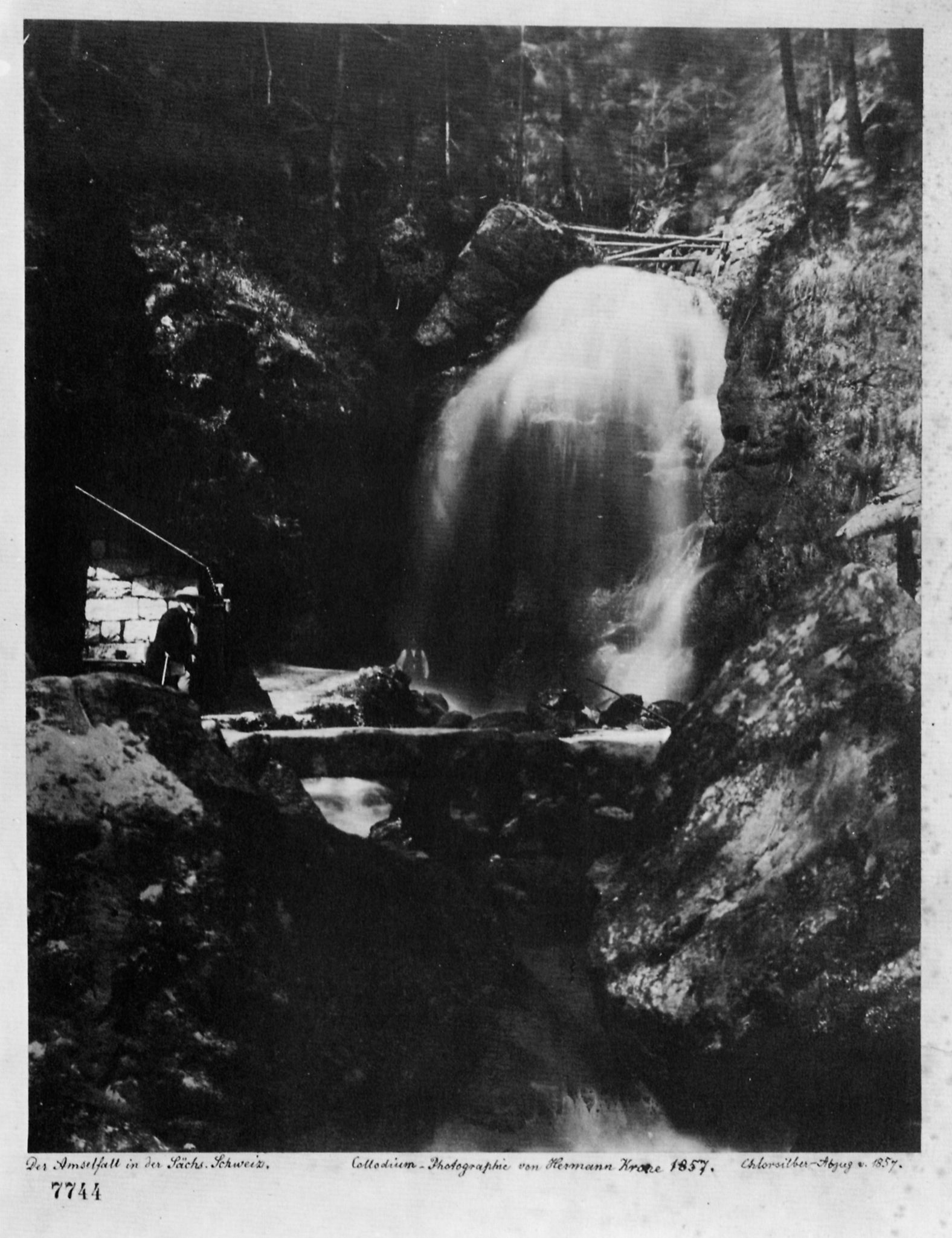
La cascade d'Amselfall (de) en Suisse saxonne, 1857.
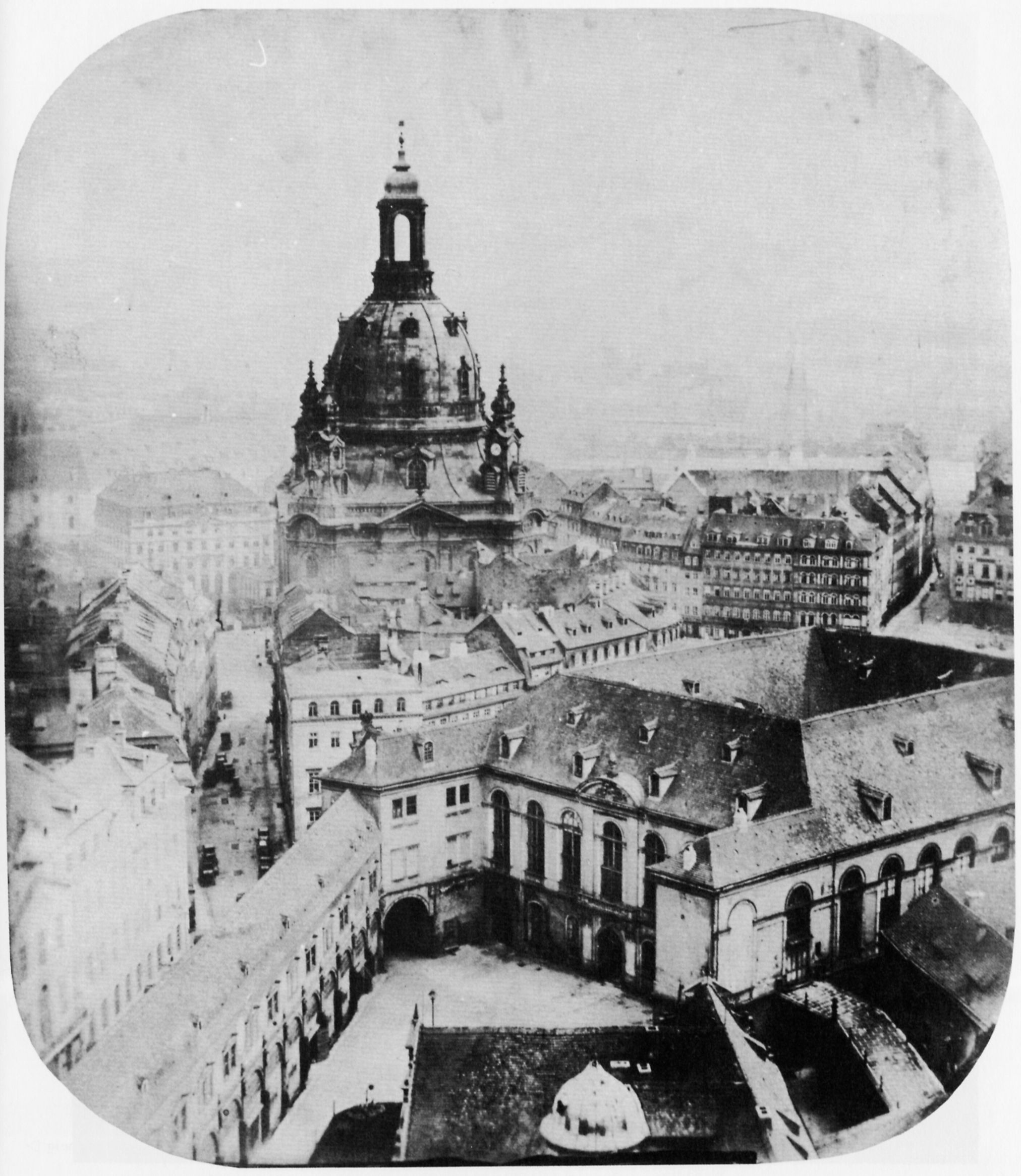
Frauenkirche de Dresde. Épreuve sur papier salé, vers 1857.
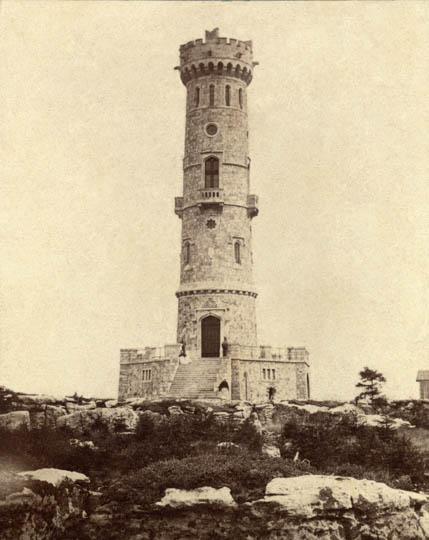
La tour d'obervation sur le Děčínský Sněžník, point culminant de la Suisse tchèque, vers 1865.
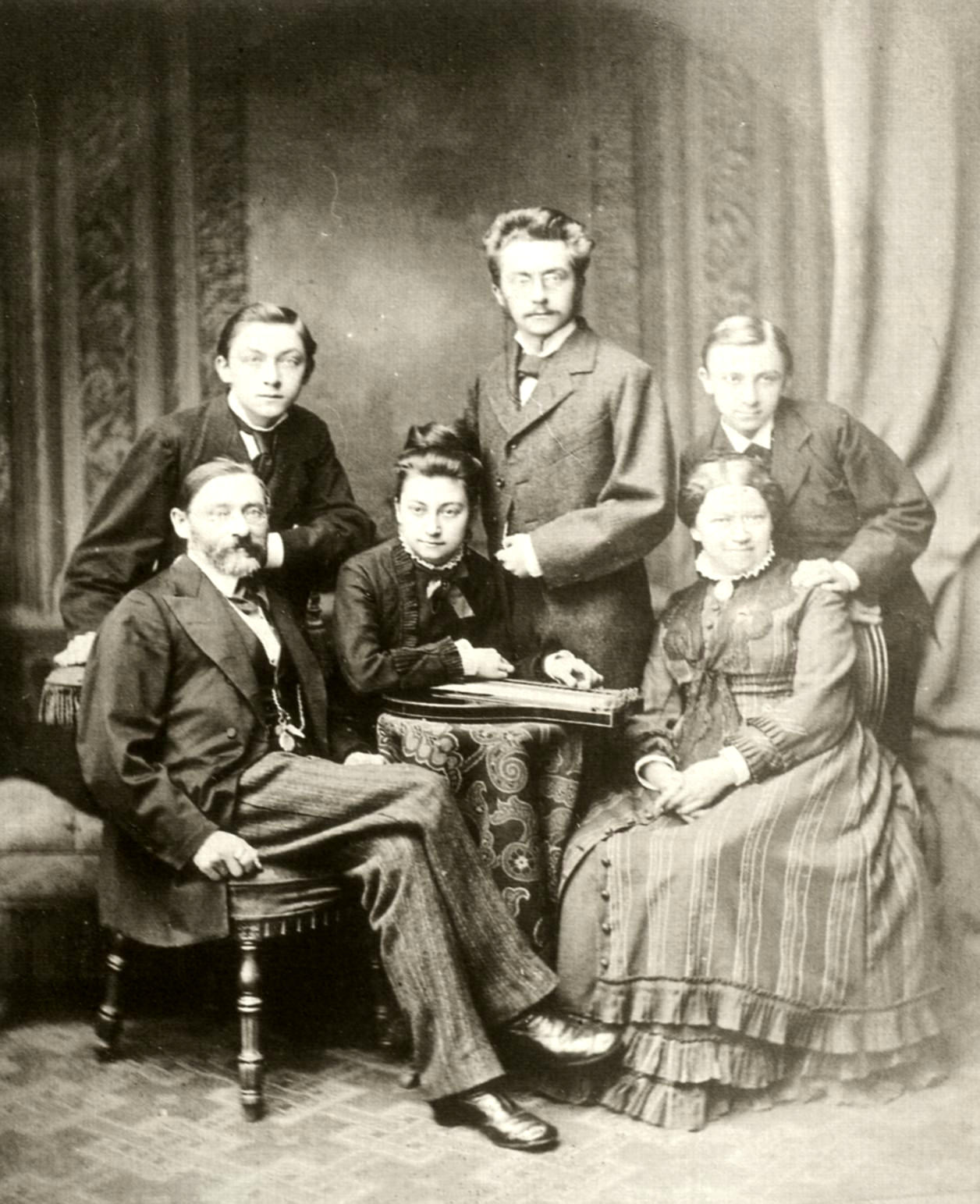
Hermann Krone et sa famille, vers 1875.
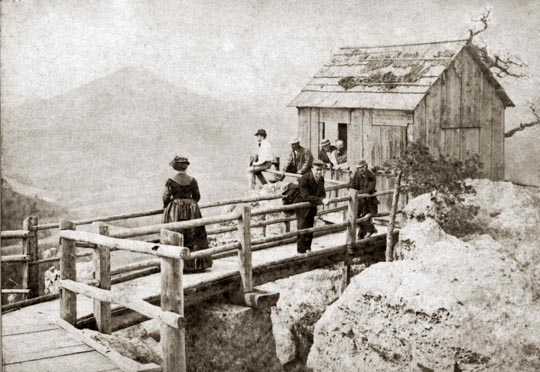
Point de vue près de Jetřichovice (allemand : Dittersbach) en Tchéquie, 1880.
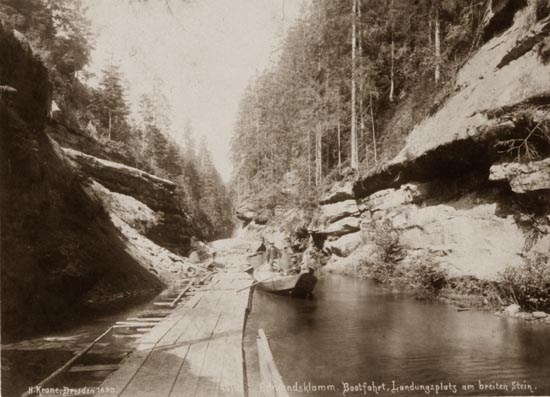
Les gorges d'Edmundova sur la rivière Kamenice en Tchéquie.